# Hu Yaobang

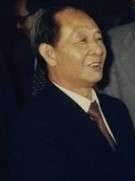
Hu Yaobang (1986)

Hú Yàobāng (chinesisch 胡耀邦, Pinyin Hú Yàobāng, * 20. November 1915 in Liuyang, Hunan; † 15. April 1989 in Peking) war von 1980 bis 1987 Generalsekretär der Kommunistischen Partei Chinas.  Er gehörte der zweiten chinesischen Führungsgeneration und der Reformfraktion der 1980er Jahre an. Hu war lange Zeit der Wunschkandidat Deng Xiaopings als potenzieller Nachfolger. In der Kommunistischen Partei Chinas (KPCh) verlor er seine Reputation, da er nach Meinung der dogmatischen Sozialisten zu nachsichtig im Rahmen der Studentendemonstrationen von 1986 agierte. Die öffentliche Trauer über den Tod Hú Yàobāngs im April 1989 gilt als Auslöser des Tian’anmen-Massakers in Peking.

## Politisches Wirken

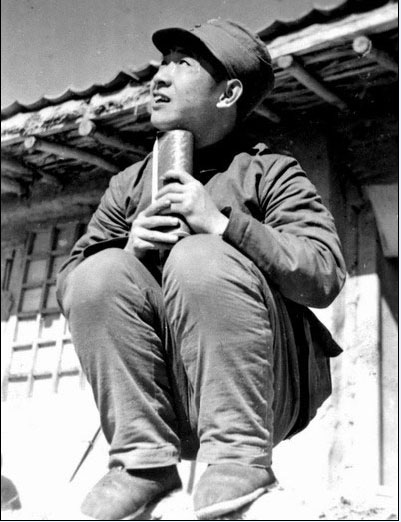
Hu Yaobang in Yan’an, zwischen 1937 und 1940

### Beginn der Karriere
Über Hus erste Kontakte mit den chinesischen Kommunisten gibt es unterschiedliche Angaben. So habe er sich bereits 1927 während des Herbsternte-Aufstandes einem Kinderkorps (die sogenannten Kleinen Roten Teufel) angeschlossen. Andere Quellen berichten, dass er sich ihnen 1929 nach dem Verlassen seiner Heimat anschloss. Als gesichert gilt, dass er 1933 im Jiangxi-Sowjet auftauchte und von dort aus als Mitglied der KPCh am langen Marsch teilnahm. Schon in dieser Zeit diente er unter Deng Xiaoping als Politoffizier. Nach Gründung der Volksrepublik China im Jahr 1949 wurde er Vorsitzender der Kommunistischen Jugendliga.

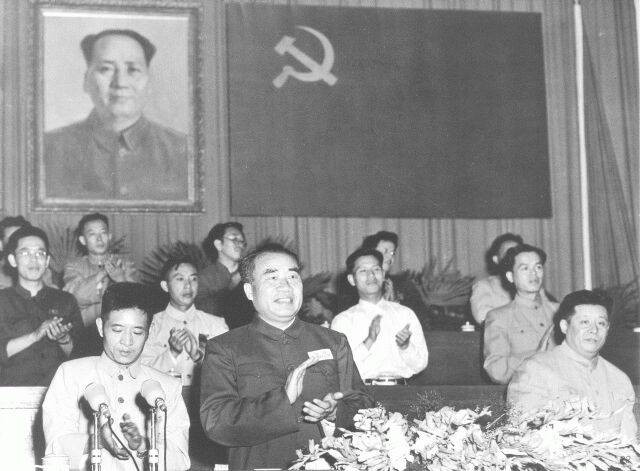
Hu Yaobang (links in der ersten Reihe), 1953

Der dritte Aufstieg Deng Xiaopings in den Jahren 1977 und 1978 half auch seinem protegierten und langjährigen Mitstreiter Hu. Auf dem Dritten Plenum des XI. Zentralkomitees im Dezember 1978 wurde er gemeinsam mit Chen Yun, Wang Zhen und Deng Yingchao auf Betreiben Deng Xiaopings in das Politbüro der KPCh geholt. Des Weiteren wurde Hu Parteigeneralsekretär und löste Zhang Pinghua als Direktor der Propagandaabteilung des Zentralkomitees ab.

### Aufstieg
Zwischen 1977 und 1981 stieg Hu Yaobang innerhalb der Partei über mehrere Stationen bis zum Führer der KPCh auf. Der zügige Aufstieg ging mit dem Fall Hua Guofengs einher. Dabei verstand es Hu, ein intellektuelles Netzwerk zu etablieren, zu dem unter anderem Wang Ruoshui, You Zhang und Su Shaozhi gehörten. Auf dem fünften Plenum des XI. Zentralkomitees im Februar 1980 konnte die Reformfraktion mit Hilfe Deng Xiaopings den Sturz der sogenannten Viererbande bewirken. Das Mitglied Wang Dongxing wurde von Hu Yaobang und Zhao Ziyang beerbt, die nun beide anstelle Wangs in den Ständigen Ausschuss des Politbüros berufen wurden.
Ende 1980 verstärkte sich der Druck auf Hua Guofeng derart, dass dieser gezwungen war, eine Selbstkritik vor den Parteigranden zu verkünden. Das Politbüro kam zu dem Schluss, dass Hua Guofeng nie Vorsitzender der Partei hätte werden dürfen: Er habe zwar auch Gutes für die Partei geleistet, aber der Mangel an Führungsqualitäten überwiege. Hua blieb danach zwar nominell Vorsitzender, aber schon zu diesem Zeitpunkt trat Hu Yaobang als designierter Parteivorsitzender an seine Stelle und Deng Xiaoping wurde designierter Vorsitzender der Zentralen Militärkommission.
1980 wurde die Stelle des Generalsekretärs der Kommunistischen Partei Chinas (nach 1921–43) neu geschaffen und mit Hu Yaobang besetzt. Auf dem sechsten Plenum des XI. Zentralkomitees am 29. Juni 1981 wurde Hu zusätzlich zum Vorsitzenden der KPCh ernannt. Dieses Amt wurde 1982 abgeschafft und de facto auf das Amt des Generalsekretärs übertragen.

### Wirken als Generalsekretär der KPCh
Hu trat als Befürworter einer liberalen Politik gegenüber Intellektuellen und einer pragmatischen reformorientierten Politik auch für politische Reformen innerhalb des bestehenden Systems ein. Er milderte mithilfe seines intellektuellen Netzwerkes die Tragweite verschiedener Kampagnen wie z. B. der Kampagne gegen Bai Hua von 1981, der „Kampagne gegen geistige Verschmutzung“ von 1983 und der „Kampagne gegen bourgeoise Liberalisierung“ von 1985. Durch diesen Einsatz war Hu der ständigen Kritik durch die politischen Hardliner innerhalb der Partei ausgesetzt.
1980 setzte er Yin Fatang als 1. Sekretär des Autonomen Gebiets Tibet ein, der Ren Rong ablöste. Yin war im Gegensatz zu seinem Vorgänger in der Sprache des Gebiets bewandert und kannte die tibetischen Verhältnisse sehr gut. Ein Jahr später traf sich Hu Yaobang mit Jiale Dunzhu, dem älteren Bruder des 14. Dalai Lama Tendzin Gyatsho.

### Absetzung
Zum Sturz Hu Yaobangs trugen unterschiedliche Faktoren bei: So griffen Hardliner wie z. B. Bo Yibo, Deng Liqun, Wang Zhen und Hu Qiaomu den liberalen und reformorientierten Flügel und damit auch Hu Yaobang an, indem sie auf die wirtschaftlichen und negativen sozialen Folgen der Reform- und Öffnungspolitik Deng Xiaopings verwiesen.
Die Rivalität zwischen Hu und Zhao Ziyang wirkte sich schließlich negativ für Ersteren aus: So gab es zwischen Zhao und Hu 1982 große Differenzen über das Vertragssystem des ökonomischen Managements. Der Konflikt spiegelt sich in einem Brief Zhao Ziyangs von 1984 wider, worin dieser sich beklagte, dass er durch die Einmischungen Hus in seine Angelegenheiten nicht agieren könne.
Die Studentendemonstrationen vom Dezember 1986 lieferten einen Vorwand, um Hu stürzen zu können. Erschwerend wirkte sich nach inoffiziellen Angaben eine Fehleinschätzung Hus aus, dass Deng Xiaoping nach einer persönlichen Unterredung mit ihm zurücktreten werde, damit Hu die volle Kontrolle erhalten könne.
Auf einer erweiterten Sitzung des Zentralen Beratungskomitees am 16. Januar 1987 wurde der Entschluss gefasst, Hu seines Postens als Generalsekretär zu entheben. Laut inoffiziellen Quellen war Zhao einer der Befürworter dieses Schrittes. Hu reagierte mit öffentlicher Selbstkritik und verhinderte so seinen Parteiausschluss. Er konnte bis zu seinem Tode mit 73 Jahren im April 1989 im Politbüro verbleiben. Sein Tod löste die folgenschweren Studentendemonstrationen von 1989 aus, die schließlich im Rahmen des Tian’anmen-Massakers gewaltsam beendet wurden.

## Familie
Hu Yaobang hatte einen älteren Bruder namens Hu Yaofu, beide waren Söhne eines mittelständischen Bauern, der lesen und schreiben konnte. 1941 heiratete Hu Yaobang die sechs Jahre jüngere Li Zhao. Das Paar hatte vier Kinder: Der älteste Sohn, Hu Deping, wurde ebenfalls Politiker. Die beiden jüngeren Söhne, Liu Hu und Hu Dehua, waren ebenfalls in hohen akademischen und parteilichen Ämtern tätig. Hus Tochter Li Heng, die als Zeichen der Gleichberechtigung den Namen der Mutter trägt, arbeitete als Redakteurin.

## Veröffentlichungen
- Bericht auf dem XII. Parteitag der Kommunistischen Partei Chinas. In: Der XII. Parteitag der Kommunistischen Partei Chinas. Dokumente. Verlag für fremdsprachige Literatur, Peking 1982.